# Униреа (Вранча)
Униреа (рум. Unirea) насеље је у Румунији у округу Вранча у општини Одобешти. Oпштина се налази на надморској висини од 109 m.

## Становништво
Према подацима из 2002. године у насељу је живело 1497 становника, од којих су сви румунске националности.